# Acedera (kommun)
Acedera är en kommun i Spanien.   Den ligger i provinsen Provincia de Badajoz och regionen Extremadura, i den centrala delen av landet, 220 km sydväst om huvudstaden Madrid. Antalet invånare är 810. Arean är 83 kvadratkilometer. Acedera gränsar till Don Benito, Navalvillar de Pela och Orellana la Vieja. 
Terrängen i Acedera är platt åt nordväst, men åt sydost är den kuperad.